# Gilson Alves Bernardo
Gilson Alves Bernardo (appelé Gilson) est un joueur brésilien de volley-ball né le 20 février 1968 à Contagem (État du Minas Gerais). Il mesure 1,94 m et joue attaquant.

## Clubs
| Club                              | Pays   | De        | À         |
| --------------------------------- | ------ | --------- | --------- |
| Olímpico Clube de Belo Horizonte  | Brésil | 1992-1993 | 1992-1993 |
| Palmeiras                         | Brésil | 1993-1994 | 1993-1994 |
| Frangosul Ginastica Novo Hamburgo | Brésil | 1994-1995 | 1994-1995 |
| Suzano                            | Brésil | 1995-1996 | 1995-1996 |
| Chapecò Sao Caetano               | Brésil | 1996-1997 | 1996-1997 |
| Ulbra                             | Brésil | 1997-1998 | 1998-1999 |
| Suntory Sunbirds                  | Japon  | 1999-2000 | 2003-2004 |
| Ethnikos Alex/Polis               | Grèce  | 2004-2005 | 2004-2005 |
| Ulbra                             | Brésil | 2005-2006 | 2005-2006 |
| EA Patras                         | Grèce  | 2006-2007 | 2006-2007 |
| Andreoli Latina                   | Italie | 2007-2008 | 2007-2008 |
| Tourcoing LM                      | France | 2008-2009 | 2008-2009 |
| Ulbra                             | Brésil | 2009-2010 | 2009-2010 |

## Palmarès
- Championnat de France
  - Finaliste : 2009
- Championnat du Brésil
  - Vainqueur : 1998, 1999
  - Finaliste : 1996
- Championnat des clubs d'Amérique du Sud
  - Vainqueur : 1995